# Bridgeton (Missouri)
Bridgeton és una població dels Estats Units a l'estat de Missouri. Segons el cens del 2000 tenia 15.550 habitants.

## Demografia
Segons el cens del 2000, Bridgeton tenia 15.550 habitants, 6.251 habitatges, i 4.206 famílies. La densitat de població era de 412,1 habitants per km².
Per edats la població es repartia de la següent manera: un 22,1% tenia menys de 18 anys, un 8% entre 18 i 24, un 27,9% entre 25 i 44, un 44.26,4% de 45 a 60 i un 15,7% 65 anys o més.
L'edat mediana era de 40 anys. Per cada 100 dones de 18 o més anys hi havia 89,7 homes.
Entorn del 3,2% de les famílies i el 4,9% de la població estaven per davall del llindar de pobresa.

## Poblacions més properes
El següent diagrama mostra les poblacions més properes.